# Vestre Bokn
Vestre Bokn is een eiland in de Noorse provincie Rogaland, behorende tot de gemeente Bokn. Het eiland is het hoofdeiland van deze gemeente. Het eiland ligt in het noorden van de Boknafjorden, aan het zuidelijke uiteinde van de Karmsund. Vestre Bokn ligt tussen de eilanden Karmøy (ten westen) en Austre Bokn en Ognøya (ten noordoosten). Het grootste deel van de inwoners van het eiland woont in Føresvik, wat tevens de hoofdplaats van het eiland is. Het inwoneraantal van het eiland bedraagt 661 (2014).
Vestre Bokn is met het vasteland verbonden middels de E39, die ook de eilanden Austre Bokn en Ognøya met elkaar verbindt. Ook is er een veerpont op het eiland die regelmatig reizen aflegt naar Rennesøy.